# 亨利·方达
亨利·杰因斯·方达（英語：Henry Jaynes Fonda，1905年5月16日—1982年8月12日），美国著名电影、電視劇、舞台劇演员。演员简·方达之父。亨利·方達被他的親友稱為「Hank」。
方达早年参加百老汇的舞台剧演出，1935年后开始从影。在其长达46年的演出生涯中，方达出演了一系列令人印象深刻的电影，勝任正派及反派的角色。他是奧斯卡最佳男主角獎、金球獎最佳男主角獎、奧斯卡終身成就獎、金球奬終身成就獎得主。1999年，他被美國電影學會评为百年來最伟大的男影星第6名。

## 個人生活
亨利·方达前後一共五任妻子。除了第一次與女星瑪格麗特·蘇利文的婚姻，是因為彼此個性不合而結束，離婚後仍繼續當朋友以外。他之後的三次婚姻，都以外遇離婚收場。他的兩名子女都是第三任妻子Frances Ford Seymour所生。Seymour原本即為精神疾病所苦，再加上受不了與亨利·方达離異的打擊，1950年在精神病院割喉自殺。方达與子女的關係疏遠，兒子彼得·方達在他書名《別告訴爹》的自傳中表示，他一輩子都不知道父親對他的看法。女兒珍·方達因為母親自殺而長期與亨利·方達關係矛盾，父女直到亨利·方達去世前不久才和解。
他的女兒珍·芳達（Jane Fonda）、兒子彼得·方達（Peter Fonda）、孫女布莉姬·方達（Bridget Fonda）、外孫特洛伊加里蒂（Troy Garity）都是知名的演員。外孫女Vanessa Vadim（特洛伊·加瑞帝同母異父姊）是一名獨立製片人與電影攝影師。
亨利·方达是忠實的民主黨支持者。但是他與支持共和黨的詹姆斯·史都華、約翰·韋恩仍是好朋友與工作夥伴。反而是珍·方達因為黨派之見，與父親的兩位老友關係極度緊張。亨利·方達與詹姆斯·史都華在一次劇烈爭執、揮拳相向之後，他們言歸於好，並且決定再也不談政治。據他們兩人各自的子女回憶，兩位老朋友除了工作以外，最喜歡默不作聲的一起做飛機模型。
亨利·方達擅長素描、粉蠟筆、水彩等繪畫技術。

## 傳奇

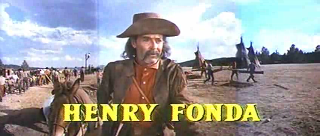
《西部開拓史》，1962年。

亨利·方达除了奧斯卡獎項、金球獎獎項得獎以外，他也是英國影藝學院、東妮獎、美國電影評議會最佳男主角獎得主、葛萊美獎最佳誦讀專輯獎得主、艾美獎最佳男主角提名。他還得到AFI终身成就奖、東妮獎終身成就獎、甘迺迪中心榮譽獎。方达是少數能夠問鼎多種領域著名獎項的影星之一。1999年，他被美國電影學會评为百年來最伟大的男影星第6名。
美國的二次大戰背景著名小說第22條軍規中，小說人物Major Major Major少校被認為是以方达為人物塑造原型。在美國電視影集《Angel》中，有演員以方达為模仿對象。亨利·方达的名字也在一首暢銷流行歌曲中被提及。
亨利·方达在二次大戰時從軍，加入美國海軍，在太平洋戰區的Satterlee號驅逐艦（USS Satterlee (DD-626)）服勤。在三年之內從下士升至中尉。他曾積功得到總統表揚，以及獲頒銅星勳章。
方达在好萊塢星光大道有屬於他的星。洛杉磯好萊塢有以他為名的「亨利·方达劇院」。位於奧克拉荷馬州奧克拉荷馬市的「國立牛仔與西部史蹟博物館」（National Cowboy & Western Heritage Museum），將他列入西部演員的展覽廳。
2005年亨利·方达百歲誕辰時，美國郵政管理局（United States Postal Service）發行了紀念他的郵票，透納經典電影頻道於當日全天候放映其電影作品。

## 部分主要作品
- 《蕩寇志》(Jesse James) (1939年)、（導演：亨利·金）
- 《少年林肯》(Young Mr. Lincoln) (1939年)、（導演：約翰·福特）
- 《怒火之花》(The Grapes of Wrath) (1940年)、（導演：約翰·福特）
  - 提名奧斯卡最佳男主角獎
- 《淑女伊芙》(The Lady Eve) (1941年)、（導演：普萊斯頓·史特吉斯；合演：芭芭拉·斯坦域）
- 《無法無天》(The Ox-Bow Incident) (1943年)、（導演：威廉·惠曼）
- 《侠骨柔情》(My Darling Clementine) (1946年)、（導演：約翰·福特）
- 《要塞風雲》(Fort Apache) (1948年)、（導演：約翰·福特；合演：約翰·韋恩、秀蘭·鄧波兒）
- 《羅伯先生》(Mister Roberts) (1955年)、（導演：約翰·福特）
- 《戰爭與和平》(War and Peace) (1956年)、（導演：金·維多；合演：奧黛麗·赫本）
- 《伸冤記》(The Wrong Man) (1956年)、（導演：亞佛烈德·希區考克）
- 《十二怒汉》(12 Angry Men) (1957年)
  - 英國電影學院獎最佳男主角
  - 提名奧斯卡最佳影片獎
  - 提名金球獎最佳戲劇類電影男主角
- 《錫星》(The Tin Star) (1957年)、（導演：安東尼·曼）
- 《最長的一日》(The Longest Day) (1962年)、（導演：肯·安納金；合演：約翰·韋恩、勞勃·米契）
- 《西部開拓史》(How the West Was Won) (1962年)
- 《華府春秋》(Advice and Consent) (1962年)
- 《華府風雲》(Best Man) (1964年)
- 《玉女相思》(Sex and Single Girl) (1964年)、（合演：娜但麗·華，湯尼·寇提斯）
- 《賭城爭霸》(Big Hand of Little Lady ) (1965年))、（合演：喬安華德）
- 《坦克大決戰》(Battle of the Bulge) (1965年)、（導演：肯·安納金）
- 《狂沙十萬里》(Once Upon A Time In The West) (1968年)、（導演：塞吉奧·里昂尼）
- 《雙樂滿堂》(Yours, Mine and Ours) (1968年)、（導演：梅維爾·夏華森；2005年重拍為《歡樂滿堂》）
- 《莫斯科夜航班》(Night Flight from Moscow) (1973年)
- 《中途島戰役》(Midway) (1976年)、（導演：傑克·史麥特；合演：勞勃·米契）
- 《金池塘》(On Golden Pond) (1981年)
  - 奧斯卡最佳男主角獎
  - 金球獎最佳戲劇類電影男主角
  - 提名英國電影學院獎最佳男主角
- 《羅勃茨先生》(Mister Roberts) (1984年)

## 外部連結
- Henry Fonda在互联网电影资料库（IMDb）上的資料（英文）
- TCM电影资料库上Henry Fonda的资料（英文）
- 互聯網百老匯資料庫（IBDB）上Henry Fonda的資料（英文）
- Henry Fonda在名人資料庫（NNDB）
- Everybody's All-American: Henry Fonda (2005 Premiere Magazine article)
- Henry Fonda在TV.com